# 四氯乙烯
四氯乙烯，又称全氯乙烯，是一种有机化学品，被广泛用于干洗和金属除油，也被用来制造其他化学品和消費品。室温下為不易燃液体。容易挥发，有刺激的甜味。很多人在空气含有百万分之一四氯乙烯的时候就可以闻到。1821年英國物理學家麥可·法拉第第一次加热六氯乙烷使之分解为四氯乙烯和氯气。

## 用途
四氯乙烯對有機物是絕佳的溶劑。此外它具有揮發性、高度穩定、不可燃等特點。因為這些原因，它被廣泛使用在乾洗上。它在參雜其他有機氯化合物後，也用來為金屬除油。

## 健康與安全
四氯乙烯的毒性介於中與低之間。雖然四氯乙烯被廣泛用於乾洗與去油，但人類受傷的報告並不常見。然而，國際癌症研究機構已將其列入国际癌症研究机构二A类致癌物。和許多有機氯化合物一樣，四氯乙烯能壓抑中樞神經系統，而四氯乙烯能透過皮膚接觸和吸入蒸氣進入人體。
由於四氯乙烯的毒性與致癌風險，美國加州空氣資源局已於2007年禁止新的乾洗機使用四氯乙烯，而舊的乾洗機亦需在2010年中前關掉，並期望在2023年前所有使用四氯乙烯的乾洗機將消失
。
在超過315 °C（599 °F）的環境下，例如銲接，四氯乙烯會氧化為光氣，一種劇毒的氣體 。